# Hurtigruten

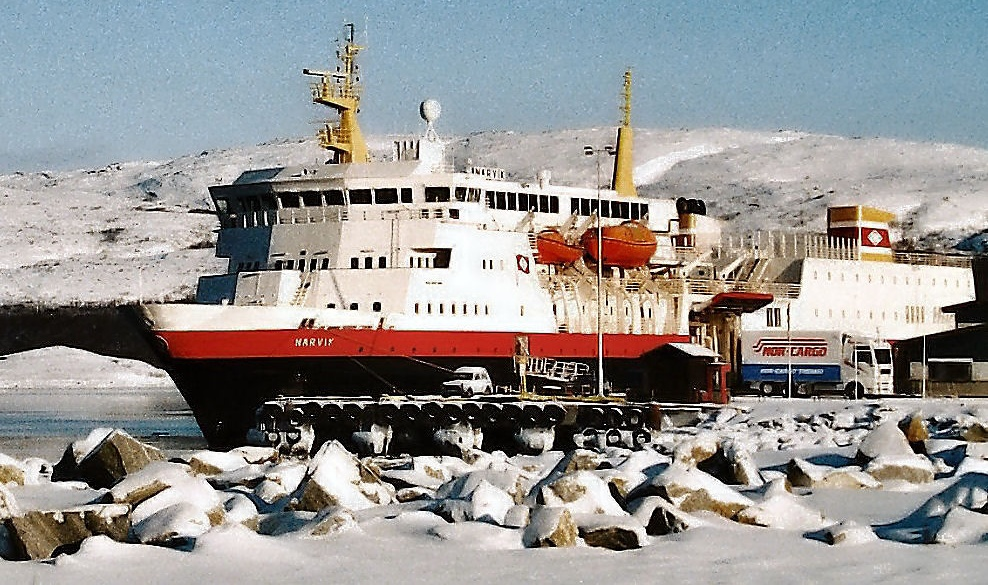
M/S Narvik in Kirkenes

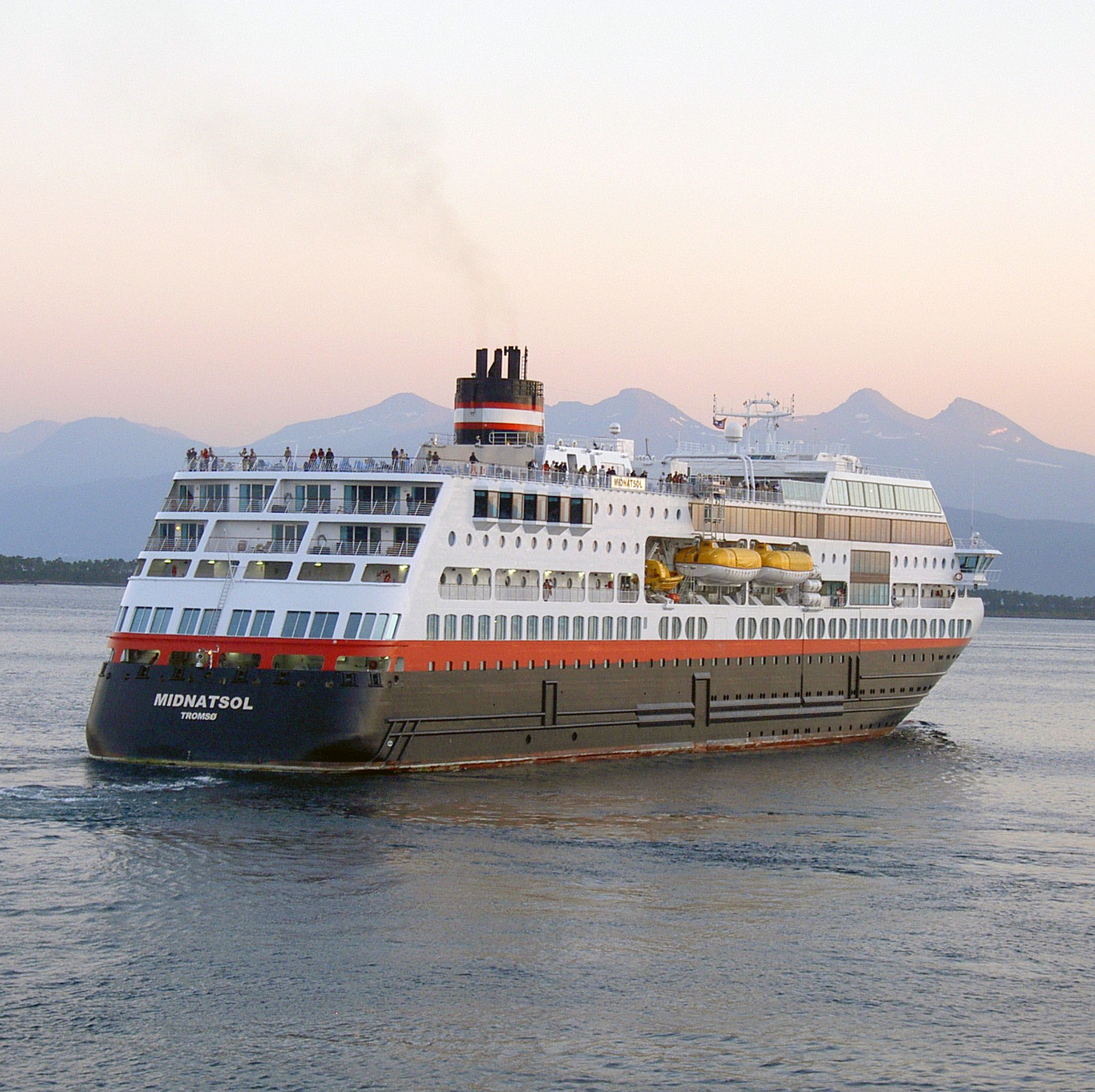
M/S Midnatsol

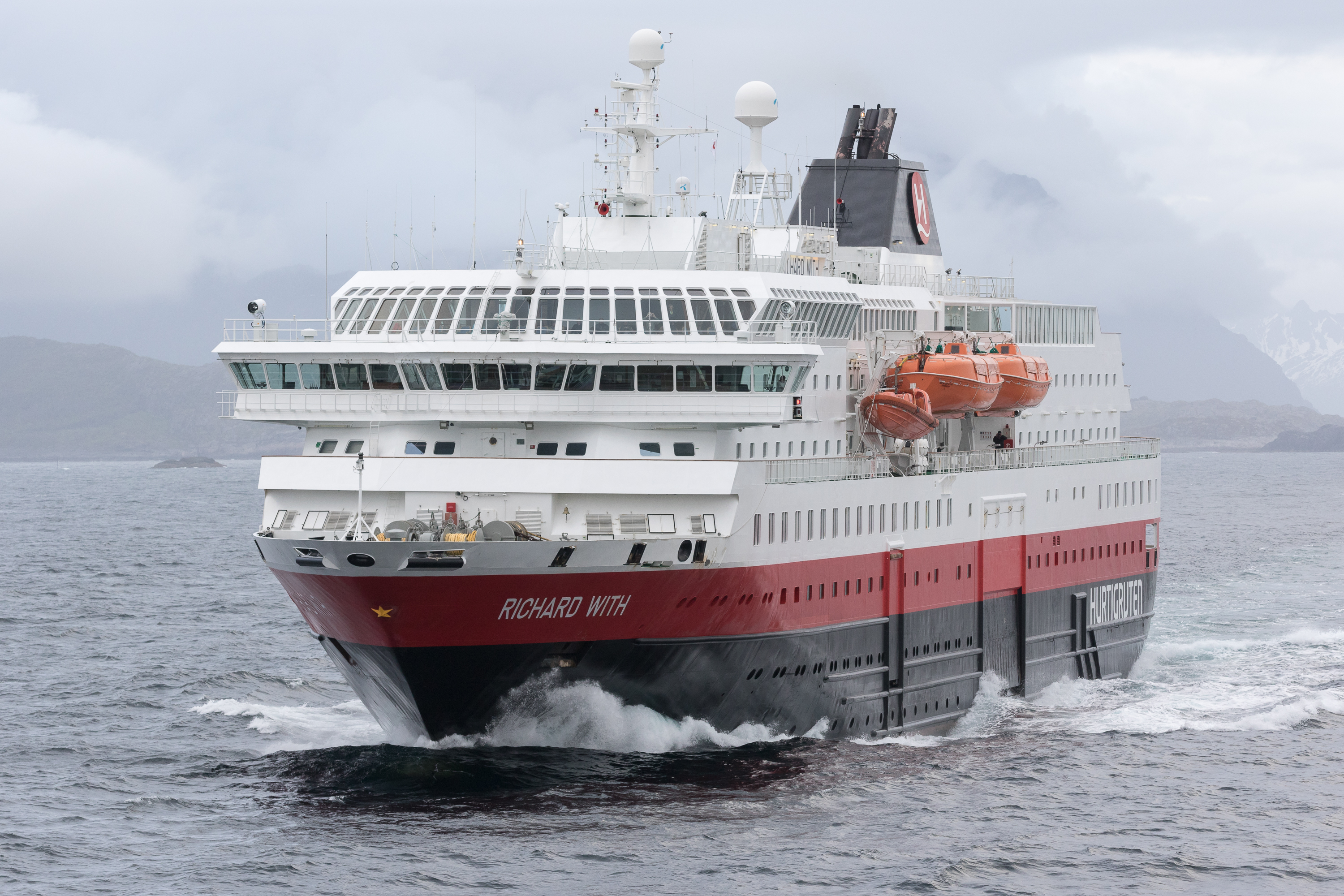
MS Richard With

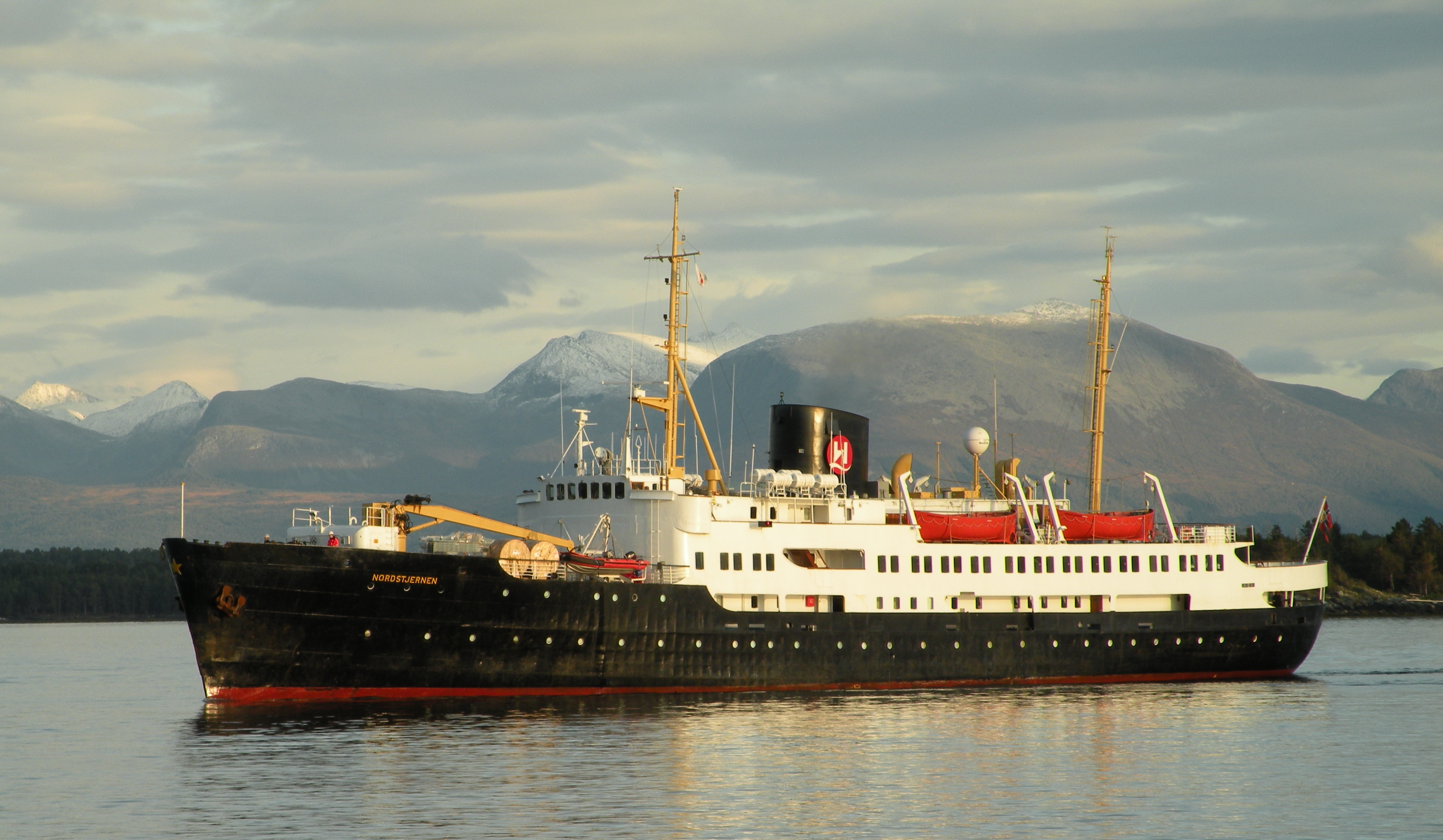
M/S Nordstjernen, het oudste Hurtigrutenschip

Hurtigruten (letterlijk "de snelle route") of de Kustexpres is een uit het einde van de negentiende eeuw stammende oude Noorse veer- en transportdienst.

## Geschiedenis
Hurtigruten  werd opgericht in 1893 door het Noord-Noorse Vesteraalens Dampskibsselskab (stoomschiprederij) op een wekelijkse route tussen Trondheim (Sør-Trøndelag) en Hammerfest in de zomer en tussen Trondheim en Tromsø in de winter. In 1898 werd Bergen de zuidelijke eindhaven en Kirkenes (Finnmark) vanaf 1914 het noordelijke eindpunt. Met behulp van overheidssubsidies breidde Hurtigruten zijn route uit tot de huidige rondreis van Bergen (Hordaland) naar Kirkenes. Tijdens de rondreis van 12 dagen worden in totaal 34 havens aangedaan.
Hurtigruten is altijd door de overheid gesubsidieerd geweest. In 1893 bedroeg de subsidie 15.000 Noorse kronen. In 2004 nodigde het Noorse Ministerie voor Verkeer en Vervoer bedrijven uit om een bod te doen op het recht om Hurtigruten in de periode 1 januari 2005 tot 31 december 2012 uit te baten. Het ministerie ontving twee offertes, namelijk van Ofotens og Vesterålens Dampskipsselskab (OVDS) en Troms Fylkes Dampskibsselskap (TFDS).
In december 2004 werd een contract getekend dat inhoudt dat deze twee bedrijven 1,9 miljard kronen van de Noorse Staat zullen krijgen om de vaart van Hurtigruten te onderhouden. Ze waren verplicht om dagelijks tussen Bergen en Kirkenes te varen, het hele jaar door, tot 2012.
Hurtigruten heeft een belangrijke rol gespeeld door dorpen aan de lange kust van een betrouwbare vervoersdienst voor goederen en personen te voorzien; een rol die ze nog steeds speelt, ook al is veel van het vervoer overgenomen door weg- en luchttransport. Hurtigruten doet dagelijks 34 havens tussen Bergen en Kirkenes aan.

## Functies
Naast de functie van persoon- en goederenvervoerder naar kleinere plaatsen, wordt Hurtigruten gezien als een van de grootste attracties van Europa en internationaal erkend als 's werelds mooiste zeereis. Oorspronkelijk werd de verbinding verzorgd door twee rederijen, namelijk de Ofoten og Vesteraalens Dampskibsselskab met zes schepen en Troms Fylkes Dampskibsselskap met vijf. Op 1 maart 2006 fuseerden de twee rederijen; ze vormden vanaf toen de Hurtigruten Group ASA.
Hurtigruten is op de volgende delen van de markt gericht: 
- Vakantie en toerisme: in eerste instantie Noorse en buitenlandse toeristen.
- Cursussen en conferenties: gericht op Noorse bedrijven, verenigingen en de overheid.
- Personenverkeer op lokaal en regionaal niveau: transport over zowel korte als lange afstanden langs de kust.
- Goederentransport: hoofdzakelijk langs de kust tussen Bergen en Kirkenes, waar niet alle plaatsen goed over de weg of het spoor bereikbaar zijn.

In de marketing worden vooral de ervaringen, de cultuur aan de kust en de natuur benadrukt, naast de hoge standaard van de schepen. Naast  dat het niet om zuivere cruiseschepen gaat waardoor bewoners op lokaal en regionaal niveau er gebruik van maken, bieden de havens die aangedaan worden, de toeristen de mogelijkheid om kennis te maken zowel met de kust als de kleinere plaatsen en de mensen die daar wonen. De schepen vervoeren goederen, toeristen, zakenreizigers en bewoners - en dit is wat Hurtigruten onderscheidt van cruiseschepen.

## Route en havens

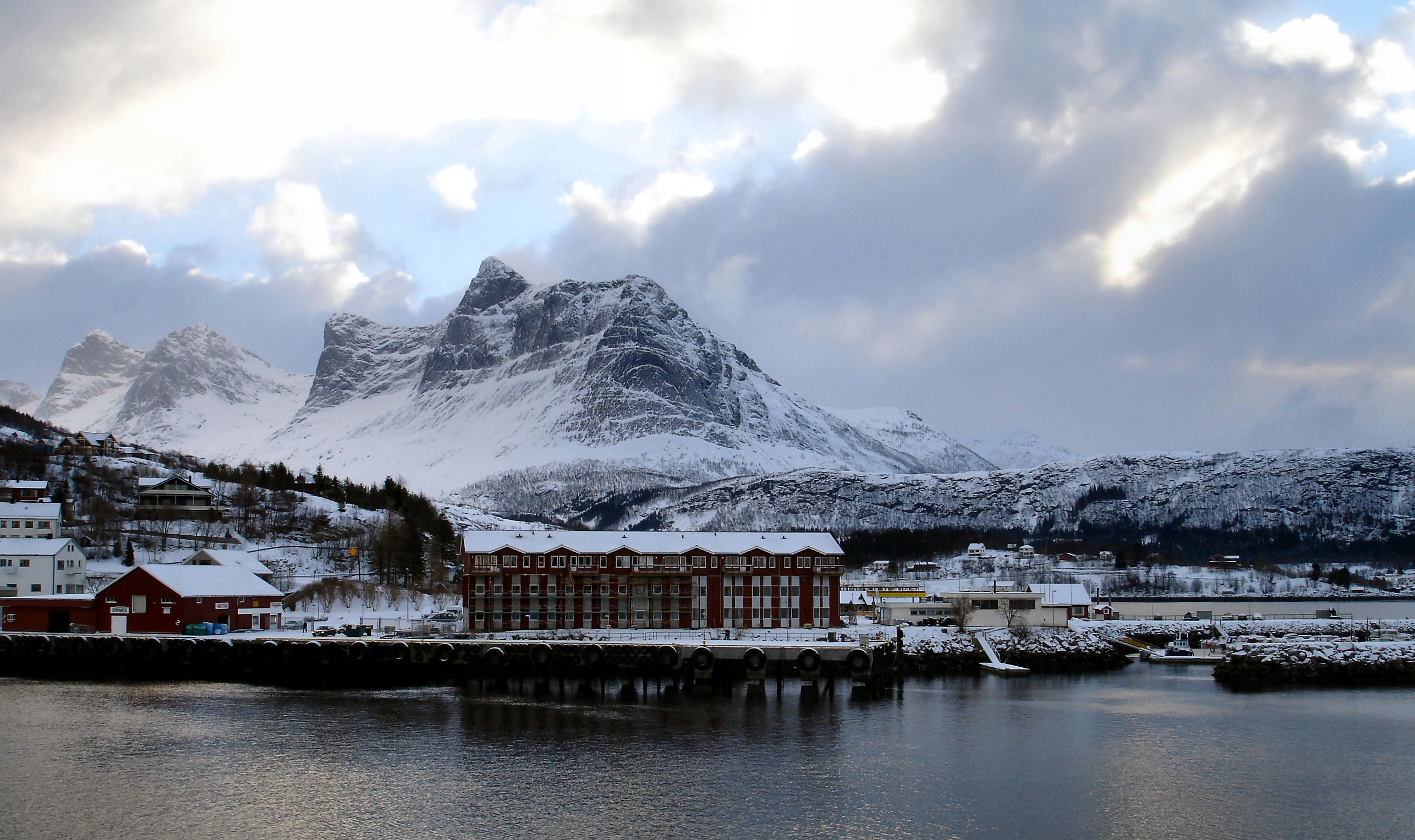
Aanlegplaats van Ørnes

De vaarroute en havens voor de Hurtigruten van het zuiden naar het noorden en weer terug:
- Dag 1: Bergen (Afvaart in de zomer om 20:00 uur, in de winter om 22:30 uur)
- Dag 2: Florø - Måløy - Torvik - Ålesund - Geiranger (alleen zomer) - Molde - Kristiansund
- Dag 3: Trondheim - Rørvik
- Dag 4: Brønnøysund - Sandnessjøen - Nesna - Ørnes - Bodø - Stamsund - Svolvær
- Dag 5: Stokmarknes - Sortland - Risøyhamn - Harstad - Finnsnes - Tromsø - Skjervøy
- Dag 6: Øksfjord - Hammerfest - Havøysund - Honningsvåg - Kjøllefjord - Mehamn - Berlevåg
- Dag 7: Båtsfjord - Vardø - Vadsø - Kirkenes

In Kirkenes is het draaipunt van de Hurtigruten. Vanaf hier gaat het weer zuidwaarts:
- Dag 7: Kirkenes - Vardø - Båtsfjord - Berlevåg
- Dag 8: Mehamn - Kjøllefjord - Honningsvåg - Havøysund - Hammerfest - Øksfjord - Skjervøy - Tromsø
- Dag 9: Tromsø - Finnsnes - Harstad - Risøyhamn - Sortland - Stokmarknes - Svolvær - Stamsund
- Dag 10: Bodø - Ørnes - Nesna - Sandnessjøen - Brønnøysund - Rørvik
- Dag 11: Trondheim - Kristiansund - Molde
- Dag 12: Ålesund - Torvik - Måløy - Florø - Bergen

Aankomst: 14.30 uur in Bergen.

## Vloot

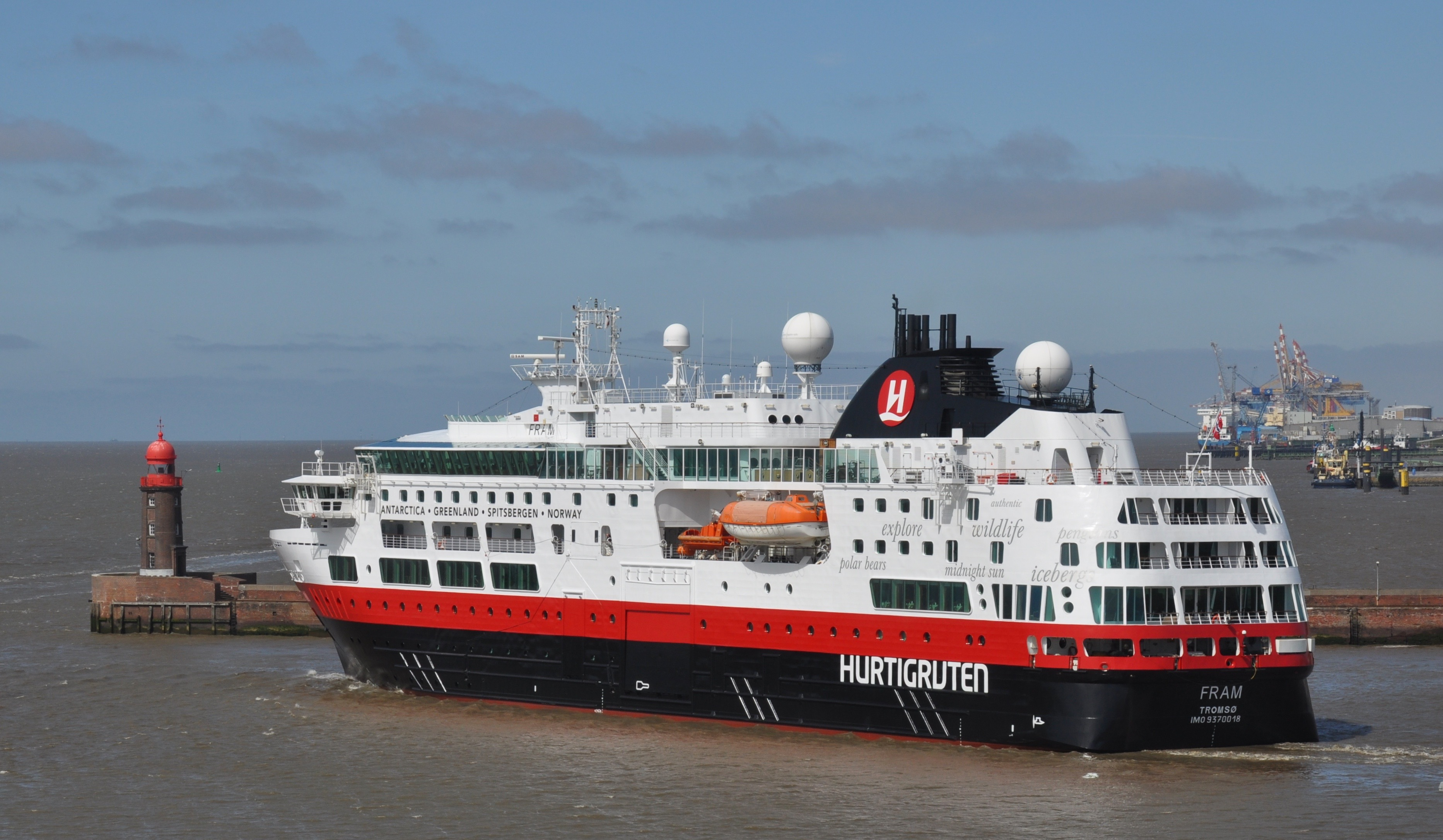
De Fram verlaat de haven

Hurtigruten heeft een vloot van 14 schepen. De postschepen vervoeren zowel vracht als passagiers, de expeditieschepen enkel passagiers:
Postschepen
- Lofoten (1964)
- Vesterålen (1983)
- Kong Harald (1993)
- Richard With (1993)
- Nordlys (1994)
- Nordkapp (1996)
- Polarlys (1996)
- Nordnorge (1997)
- Finnmarken (2002)
- Trollfjord (2002)
- Midnatsol (2003)
- Spitsbergen (2009)

Expeditieschepen
- Fram (2007)
- Nordstjernen (1956)
- Spitsbergen (2009)
- Midnatsol (2003)
- Roald Amundsen (2019)
- Fritjof Nansen (2019)
- Unnamed (2021)

## Rechtstreekse televisie-uitzending
Een vaart van de MS Nordnorge van Bergen naar Kirkenes werd vanaf 19 juni 2011 rechtstreeks en non-stop uitgezonden door de Noorse publieke omroep NRK2. De 134 uur durende uitzending werd bij het Guinness Book of Records aangemeld als 's werelds langste live-documentaire. De beelden werden vrijgegeven onder de Creative Commons-licentie en ter beschikking gesteld via BitTorrent.